# 方莹
方莹（1976年7月29日—），本名符方幼，女，汉族，中国当代作家，北京作家协会会员。出生于湖南衡阳，17岁发表处女作，后陆续创作及出版多部长中短篇小说，作品多次被改编成影视，漫画，游戏及有声读物，写作风格追求多样化，同时擅长男女双向思维写作。

## 生平
方莹初中寄居在她姨妈家，无意中在书柜里翻到一本小说，从此爱上阅读，慢慢的对写作产生了浓厚的兴趣，17岁在杂志上发表了处女作。
参加工作后，她利用业余时间创作了大量的中短篇小说，发表于全国各大期刊杂志。
2009年，方莹在天涯社区连载现实题材小说《IT十年》而被大家熟知，出版时改名《成交》。由于她当时还在IT行业就职，不得不隐瞒身份，而被所有读者们误会是男性作家。
2013年，她创作现实题材小说《中国式中产》，出版名改为《焦虑的中产》，再次被读者误会为男性作家。
2014年，加入北京作家协会。
2014年，方莹开始以女性思维创作言情小说至今，其中《相思漓城1:复仇天使》，受到很多女性读者喜欢，陆续改编成影视，游戏，动漫和有声读物。

## 作品
| 时间   | 书名                                     | 系列       | 主题     | 主要人物                     | 出版社/发布平台  |
| 2003年 | 《美丽食人鱼》                           |            | 言情     | 林珊珊、肖亮、李俊           | 工人出版社       |
| 2004年 | 《湖边有棵许愿树之珍藏版》               | 短篇小说集 |          | 天津社科出版社               |                  |
| 2009年 | 《IT十年》，出版名《成交》               |            | 现实题材 | 唐帅、由甲、姚祖山           | 万卷出版公司     |
| 2013年 | 《中国式中产》，出版名《焦虑的中产》     |            | 现实题材 | 朱明月、张小七、施凯、李木木 | 人民东方出版社   |
| 2014年 | 《相思漓城1：复仇天使》                  | 豪门       | 言情     | 乔邃、苏男、凌西             | 同心出版社       |
| 2015年 | 《相思漓城2：夏末生生》                  | 豪门       | 言情     | 夏浮生、高若寒、高子旭       | 掌阅书城         |
| 2016年 | 《相思漓城3：相思无妄》                  | 豪门       | 言情     | 乔邃、苏男、夏浮生、高若寒   | 掌阅书城         |
| 2017年 | 《相思漓城外传：莲子雨生》               | 豪门       | 言情     | 安静、雨生、莲子             | 百度阅读         |
| 2017年 | 《女爷是这样炼成的》，出版名《愿赌服输》 | 城市       | 言情     | 许诺、秦朗、叶峰             | 百花洲文艺出版社 |
| 2017年 | 《初秋微凉恰此时》                       | 城市       | 言情     | 白沐秋、张凉云、周小舟       | 掌阅书城         |
| 2018年 | 《君陌漓城1/2/3》                        | 豪门       | 言情     | 路尘、乔珞、高云舒、许愿     | 掌阅书城         |
| 2020年 | 《君陌漓城外传》                         | 豪门       | 言情     | 高云舒、白纤歌               | 掌阅书城         |
| 2021年 | 《相思漓城1/2/3》（繁体中文版）          | 豪门       | 言情     | 乔邃、苏男、夏浮生、高若寒   | 亚马逊           |
| 2021年 | 《初秋微凉恰此时》（繁体中文版）         | 城市       | 言情     | 白沐秋、张凉云、周小舟       | 亚马逊           |
| 2022年 | 《女爷是这样炼成的》（繁体中文版）       | 城市       | 言情     | 许诺、秦朗、叶峰             | 亚马逊           |
| 2022年 | 《君陌漓城1/2/3》(繁体中文版）           | 豪门       | 言情     | 路尘、乔珞、高云舒、许愿     | 亚马逊           |

## 作品改编
| 改编作品                          | 体裁     | 形式        | 签约公司及其他   |
| 《焦虑的中产》                    | 长篇小说 | 电视剧      | 世熙传媒         |
| 《焦虑的中产》                    | 长篇小说 | 广播剧      | 喜马拉雅         |
| 《相思漓城1：复仇天使》           | 长篇小说 | 电视剧      | 世纪鸿阳         |
| 《相思漓城1：复仇天使》           | 长篇小说 | 广播剧      | 喜马拉雅         |
| 《相思漓城1：复仇天使》           | 长篇小说 | 游戏- ios版 | 橙光游戏         |
| 《相思漓城1：复仇天使》           | 长篇小说 | 游戏-网页端 | 橙光游戏         |
| 《相思漓城1：复仇天使》           | 长篇小说 | 漫画        | 爱奇艺           |
| 《成交》                          | 长篇小说 | 广播剧      | 喜马拉雅         |
| 《女爷是这样炼成的》              | 长篇小说 | 电视剧      | 皇氏御嘉影视集团 |
| 《君陌漓城（4部合集）1/2/3/外传》 | 长篇小说 | 广播剧      | 喜马拉雅         |